# Monument à sir Wilfrid Laurier

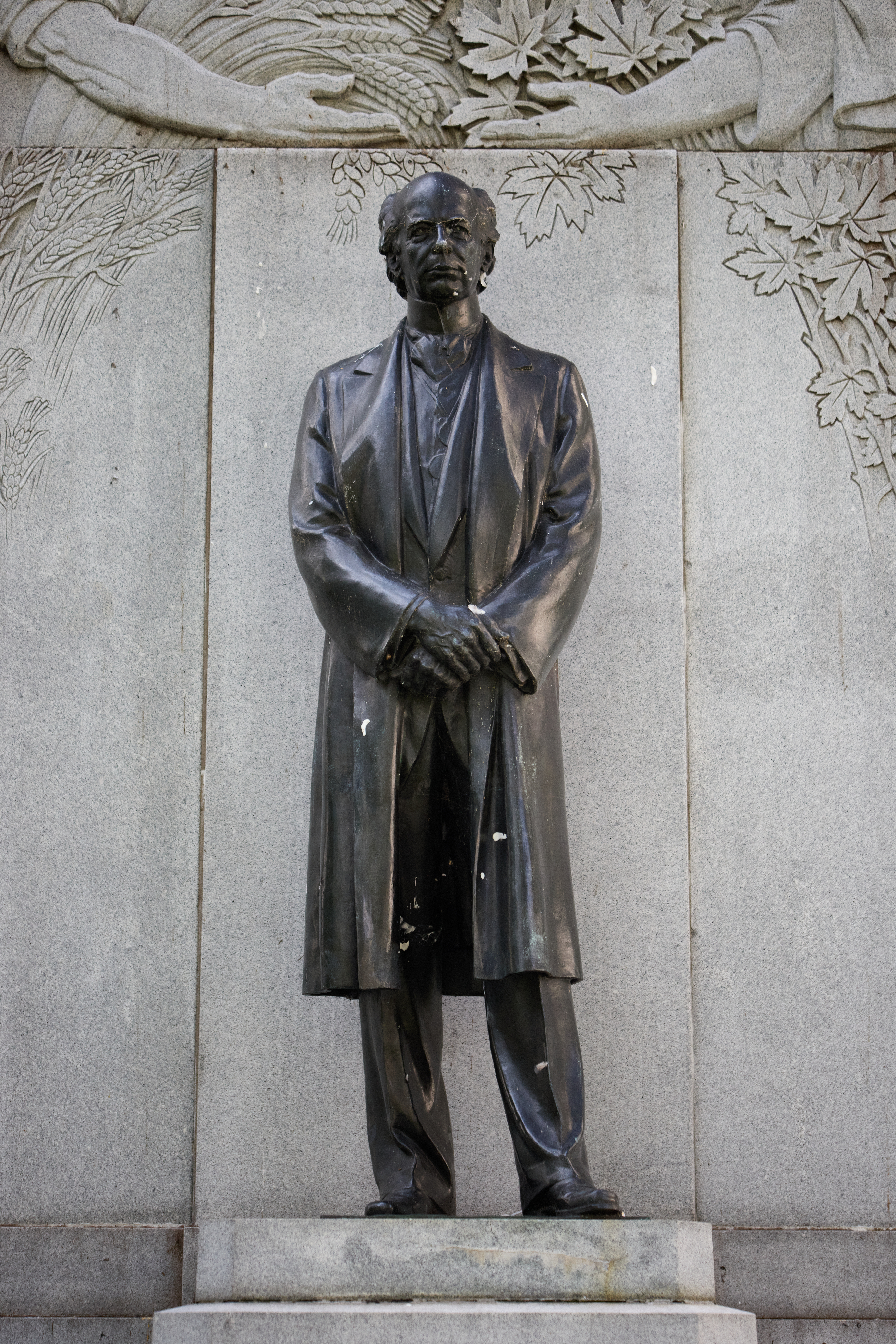
Statue de Laurier, détail

Le monument à sir Wilfrid Laurier est un monument commémoratif dédié à Wilfrid Laurier, ancien premier ministre du Canada et premier francophone à occuper cette fonction, et installé au square Dorchester à Montréal.

## Histoire
En 1927, le sculpteur Émile Brunet participe à un concours d'Ottawa pour un monument en l'honneur de Wilfrid Laurier. Brunet soumet deux esquisses. C'est la deuxième qui est retenue par un comité chargé d'ériger le monument en 1953. Le comité insiste pour que le monument soit installé au square Dorchester. L'emplacement choisi fait face au monument de John A. Macdonald situé de l'autre côté de la rue sur la Place du Canada.

## Description
Le monument se compose d'un piédestal et d'un cénotaphe qui sert d'adossement à la statue. Wilfrid Laurier est représenté sur pied en simples habits de travail. La statue en bronze est installée sur le piédestal. Le socle est orné de motifs symbolisant les principales ethnies fondatrices : la fleur de lys française, la rose anglaise, le trèfle irlandais et le chardon écossais. Des bas-reliefs sont dessinés sur l'avant et l'arrière du cénotaphe.

## Source
- Diane Joly, « L'ancien square Dominion à Montréal : un parcours d'art et d'histoire. », Histoire Québec, Vol. 22, No 4,‎ 2017, p. 5-8 (ISSN 1201-4710).